# Draft de la NBA de 1994
El Draft de la NBA de 1994 se celebró en Indianápolis, Indiana, el día 29 de junio. Como hecho curioso cabe destacar que esa temporada el premio al mejor rookie del año lo compartieron dos jugadores elegidos en la primera ronda, Jason Kidd y Grant Hill.

## Primera ronda

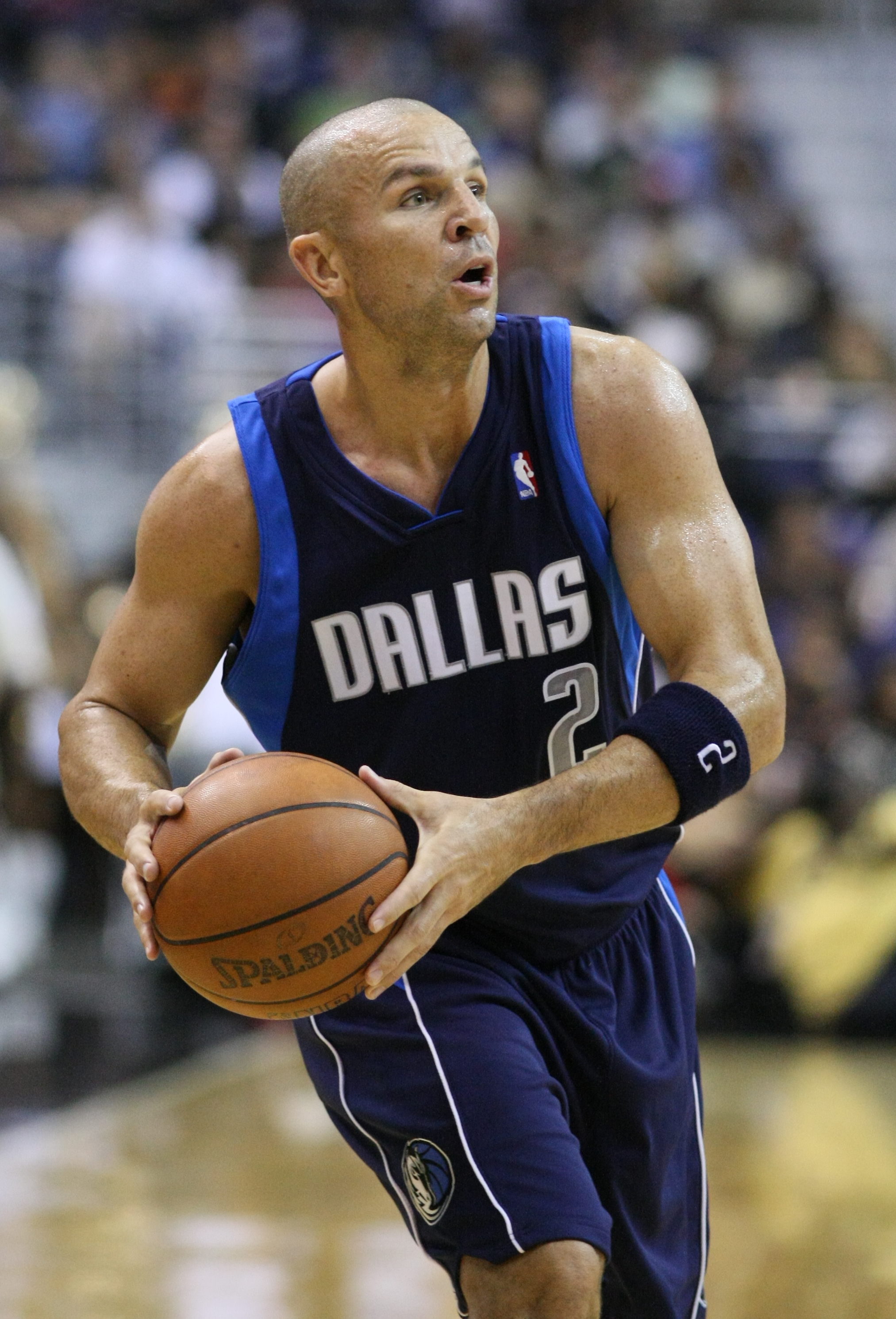
Jason Kidd, la 2ª elección.

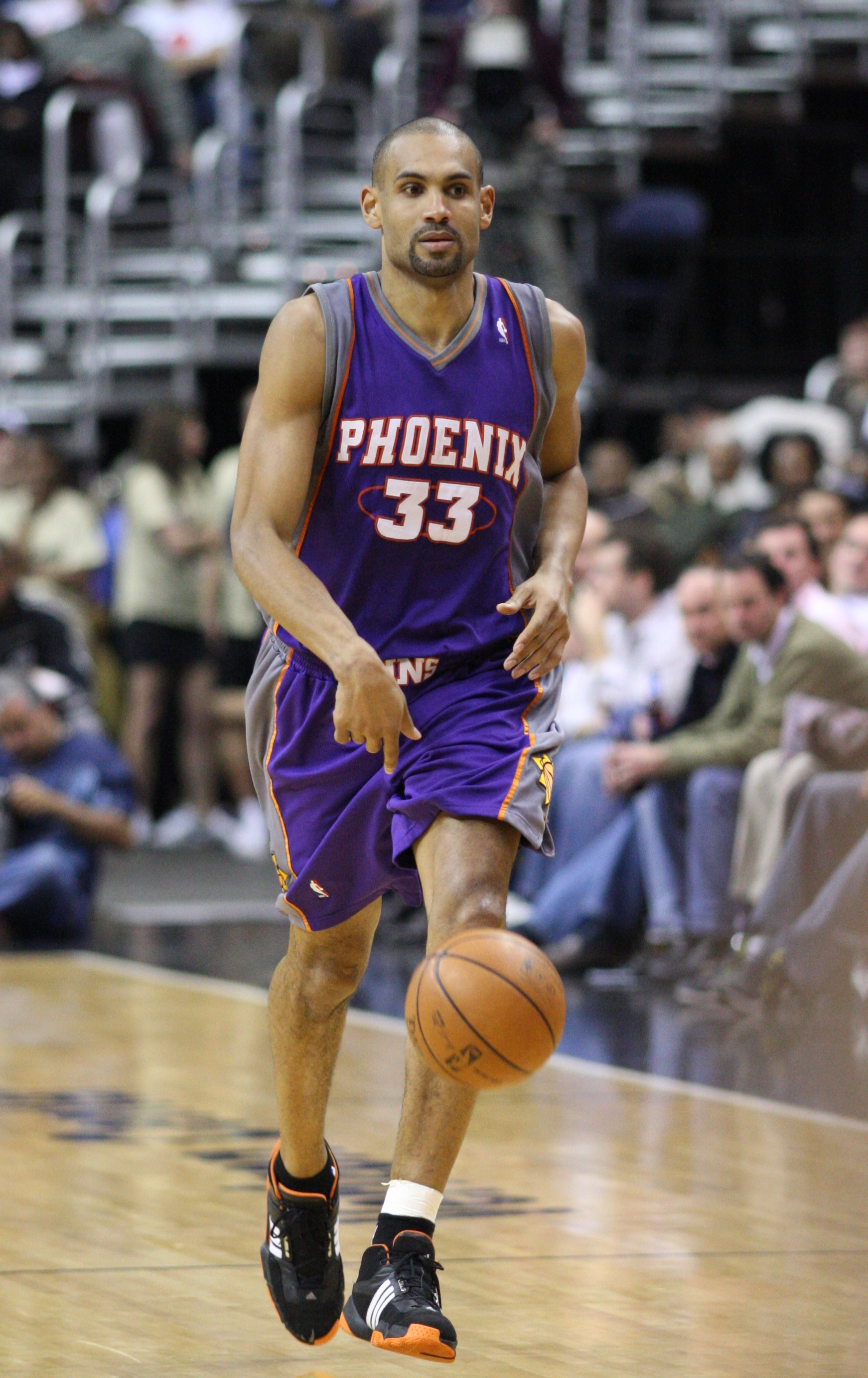
Grant Hill, la 3ª elección.

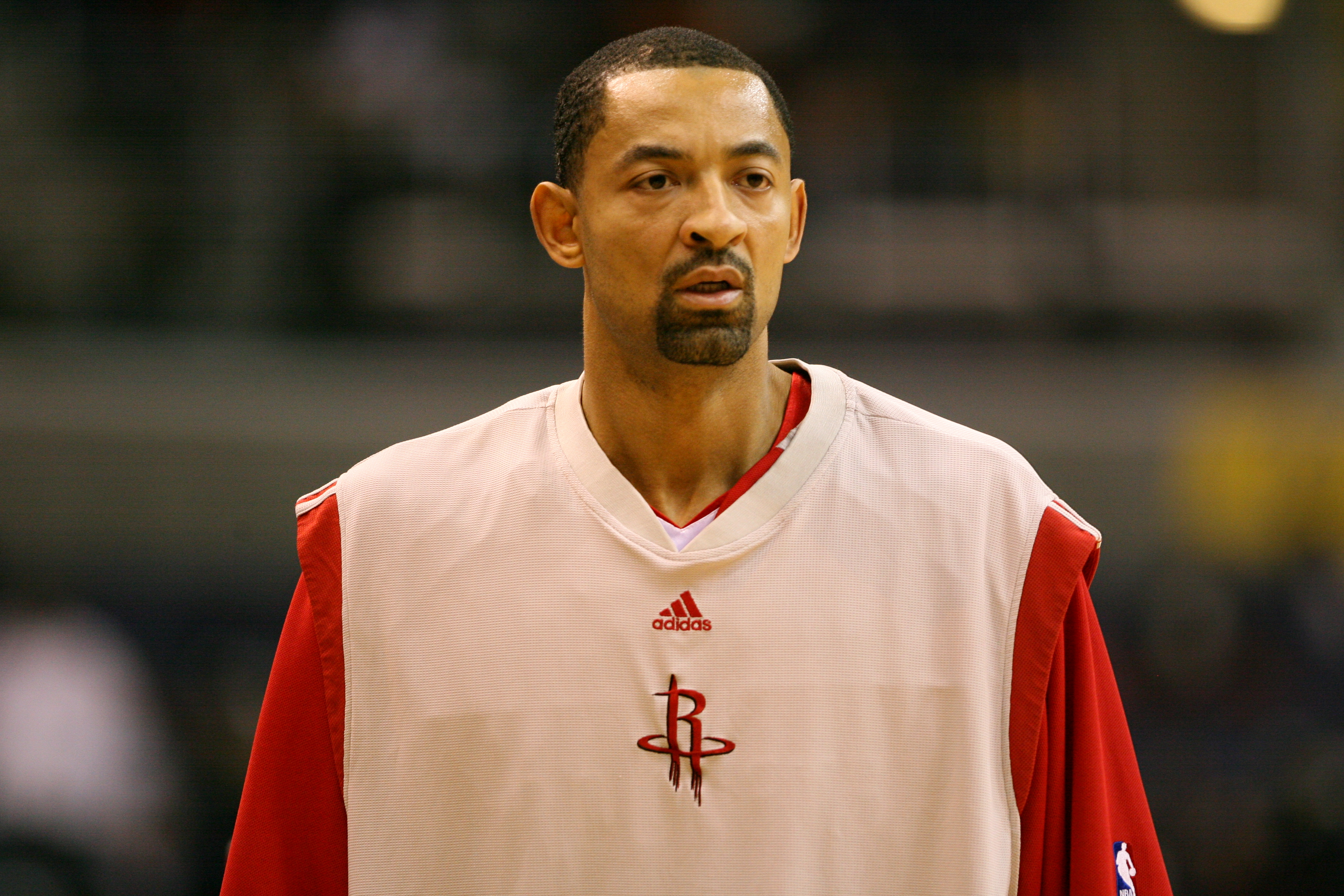
Juwan Howard, la 5ª elección.

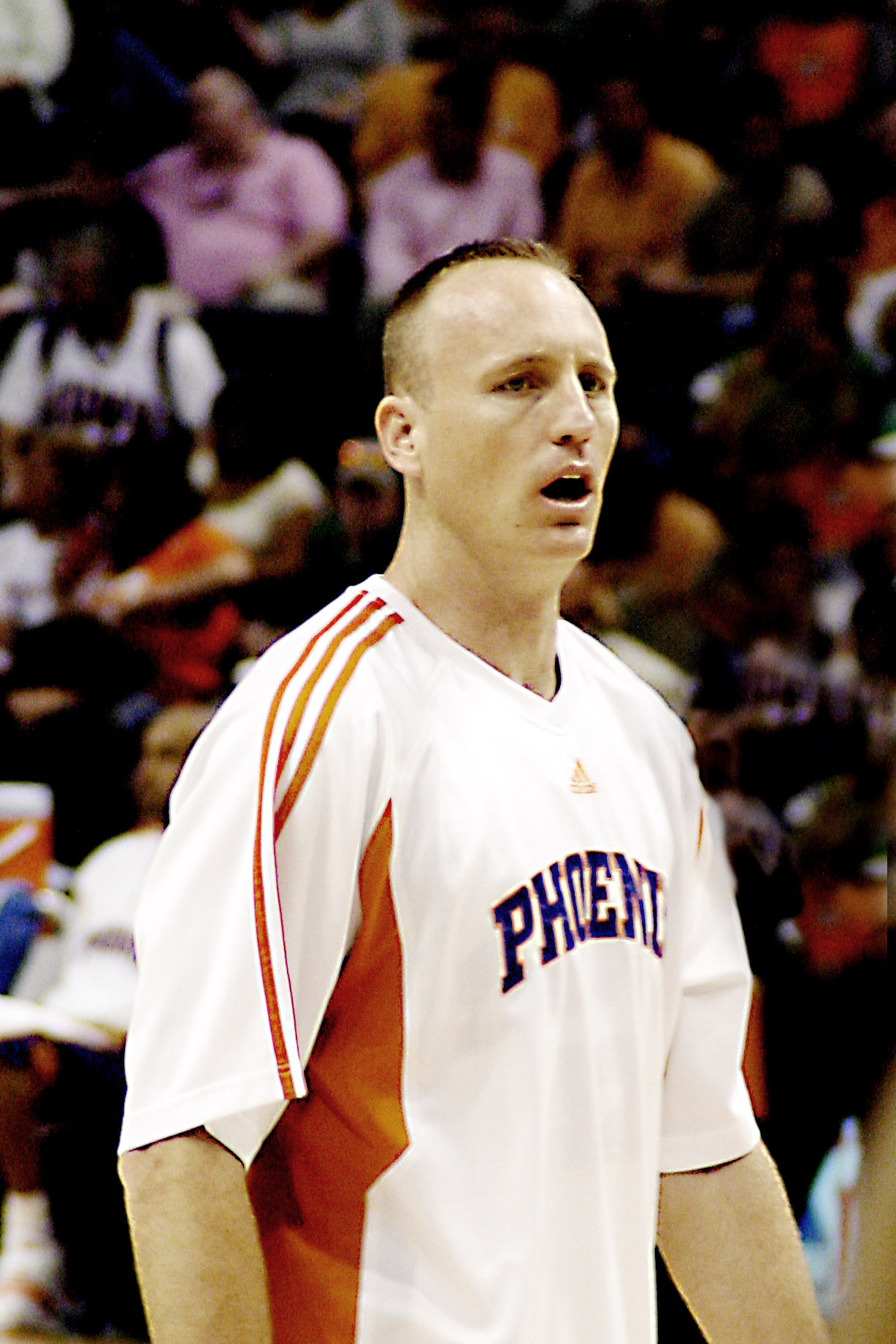
Eric Piatkowski, la 15ª elección.

|  | Denota jugador que ha sido seleccionado al menos en un All-Star Game y un Mejor Quinteto de la NBA |
|  | Denota jugador que ha sido seleccionado al menos en un All-Star Game                               |
|  | Denota jugador que nunca ha jugado en la NBA                                                       |

| Pick | Jugador               | Nacionalidad   | Equipo de la NBA       | Origen (Universidad/club) |
| ---- | --------------------- | -------------- | ---------------------- | ------------------------- |
| 1    | Glenn Robinson (SF)   | Estados Unidos | Milwaukee Bucks        | Purdue                    |
| 2    | Jason Kidd (PG)       | Estados Unidos | Dallas Mavericks       | California                |
| 3    | Grant Hill (SF)       | Estados Unidos | Detroit Pistons        | Duke                      |
| 4    | Donyell Marshall (SF) | Estados Unidos | Minnesota Timberwolves | UConn                     |
| 5    | Juwan Howard (PF)     | Estados Unidos | Washington Bullets     | Michigan                  |
| 6    | Sharone Wright (PF/C) | Estados Unidos | Philadelphia 76ers     | Clemson                   |
| 7    | Lamond Murray (SF)    | Estados Unidos | Los Angeles Clippers   | California                |
| 8    | Brian Grant (PF)      | Estados Unidos | Sacramento Kings       | Xavier                    |
| 9    | Eric Montross (C)     | Estados Unidos | Boston Celtics         | North Carolina            |
| 10   | Eddie Jones (SG)      | Estados Unidos | Los Angeles Lakers     | Temple                    |
| 11   | Carlos Rogers (SF)    | Estados Unidos | Seattle SuperSonics    | Tennessee State           |
| 12   | Khalid Reeves (PG)    | Estados Unidos | Miami Heat             | Arizona                   |
| 13   | Jalen Rose (G/F)      | Estados Unidos | Denver Nuggets         | Michigan                  |
| 14   | Yinka Dare (C)        | Nigeria        | New Jersey Nets        | George Washington         |
| 15   | Eric Piatkowski (SG)  | Estados Unidos | Indiana Pacers         | Nebraska                  |
| 16   | Clifford Rozier (PF)  | Estados Unidos | Golden State Warriors  | Louisville                |
| 17   | Aaron McKie (SG)      | Estados Unidos | Portland Trail Blazers | Temple                    |
| 18   | Eric Mobley (PF)      | Estados Unidos | Milwaukee Bucks        | Pittsburgh                |
| 19   | Tony Dumas (SG)       | Estados Unidos | Dallas Mavericks       | Missouri-Kansas City      |
| 20   | B.J. Tyler (PG)       | Estados Unidos | Philadelphia 76ers     | Texas                     |
| 21   | Dickey Simpkins (PF)  | Estados Unidos | Chicago Bulls          | Providence                |
| 22   | Bill Curley (PF)      | Estados Unidos | San Antonio Spurs      | Boston College            |
| 23   | Wesley Person (SG)    | Estados Unidos | Phoenix Suns           | Auburn                    |
| 24   | Monty Williams (SF)   | Estados Unidos | New York Knicks        | Notre Dame                |
| 25   | Greg Minor (SG)       | Estados Unidos | Los Angeles Clippers   | Louisville                |
| 26   | Charlie Ward (PG)     | Estados Unidos | New York Knicks        | Florida State             |
| 27   | Brooks Thompson (PG)  | Estados Unidos | Orlando Magic          | Oklahoma State            |

## Segunda ronda
| Pick | Jugador                   | Nacionalidad                         | Equipo de la NBA       | Origen (Universidad/club) |
| ---- | ------------------------- | ------------------------------------ | ---------------------- | ------------------------- |
| 28   | Deon Thomas (F/C)         | Estados Unidos                       | Dallas Mavericks       | Illinois                  |
| 29   | Antonio Lang (F/G)        | Estados Unidos                       | Phoenix Suns           | Duke                      |
| 30   | Howard Eisley (PG)        | Estados Unidos                       | Minnesota Timberwolves | Boston College            |
| 31   | Rodney Dent (F/C)         | Estados Unidos                       | Orlando Magic          | Kentucky                  |
| 32   | Jim McIlvaine (C)         | Estados Unidos                       | Washington Bullets     | Marquette                 |
| 33   | Derrick Alston (F)        | Estados Unidos                       | Philadelphia 76ers     | Duquesne                  |
| 34   | Gaylon Nickerson (G)      | Estados Unidos                       | Atlanta Hawks          | NW Oklahoma State         |
| 35   | Michael Smith (F)         | Estados Unidos                       | Sacramento Kings       | Providence                |
| 36   | Andrei Fetisov (F)        | Rusia                                | Boston Celtics         | Forum Valladolid (España) |
| 37   | Dontonio Wingfield (F)    | Estados Unidos                       | Seattle SuperSonics    | Cincinnati                |
| 38   | Darrin Hancock (G/F}      | Estados Unidos                       | Charlotte Hornets      | Kansas                    |
| 39   | Anthony Miller (F)        | Estados Unidos                       | Golden State Warriors  | Michigan State            |
| 40   | Jeff Webster (F)          | Estados Unidos                       | Miami Heat             | Oklahoma                  |
| 41   | William Njoku (PF)        | Ghana · Canadá                       | Indiana Pacers         | St. Mary's (Canadá)       |
| 42   | Gary Collier (SF)         | Estados Unidos                       | Cleveland Cavaliers    | Tulsa                     |
| 43   | Shawnelle Scott (C)       | Estados Unidos                       | Portland Trail Blazers | St. John's                |
| 44   | Damon Bailey (G)          | Estados Unidos                       | Indiana Pacers         | Indiana                   |
| 45   | Dwayne Morton (F)         | Estados Unidos                       | Golden State Warriors  | Louisville                |
| 46   | Voshon Lenard (SG)        | Estados Unidos                       | Milwaukee Bucks        | Minnesota                 |
| 47   | Jamie Watson (F)          | Estados Unidos                       | Utah Jazz              | South Carolina            |
| 48   | Jevon Crudup (F/C)        | Estados Unidos                       | Detroit Pistons        | Missouri                  |
| 49   | Kris Bruton (SF)          | Estados Unidos                       | Chicago Bulls          | Benedict                  |
| 50   | Charles Claxton (C)       | Islas Vírgenes de los Estados Unidos | Phoenix Suns           | Georgia                   |
| 51   | Lawrence Funderburke (PF) | Estados Unidos                       | Sacramento Kings       | Ohio State                |
| 52   | Anthony Goldwire (PG)     | Estados Unidos                       | Phoenix Suns           | Houston                   |
| 53   | Albert Burditt (PF)       | Estados Unidos                       | Houston Rockets        | Texas                     |
| 54   | Željko Rebrača (C)        | Serbia y Montenegro                  | Seattle SuperSonics    | KK Partizan (Yugoslavia)  |

## Jugadores destacados no incluidos en el draft
Estos jugadores no fueron seleccionados en el draft de la NBA de 1994, pero han jugado al menos un partido en la NBA.
| Jugador             | Pos. | Nacionalidad   | Universidad/Club     |
| ------------------- | ---- | -------------- | -------------------- |
| Melvin Booker       | PG   | Estados Unidos | Missouri (Sr.)       |
| Jimmy Carruth       | PF   | Estados Unidos | Virginia Tech (Sr.)  |
| Robert Churchwell   | SG   | Estados Unidos | Georgetown (Sr.)     |
| Askia Jones         | SG   | Estados Unidos | Kansas State (Sr.)   |
| Ryan Lorthridge     | SG   | Estados Unidos | Jackson State (Sr.)  |
| Ivano Newbill       | F    | Estados Unidos | Georgia Tech (Sr.)   |
| Derrick Phelps      | PG   | Estados Unidos | North Carolina (Sr.) |
| Trevor Ruffin       | PG   | Estados Unidos | Hawaii (Sr.)         |
| Kevin Salvadori     | C    | Estados Unidos | North Carolina (Sr.) |
| Aaron Swinson       | SF   | Estados Unidos | Auburn (Sr.)         |
| Logan Vander Velden | SF   | Estados Unidos | Green Bay (Sr.)      |
| Fred Vinson         | SG   | Estados Unidos | Georgia Tech (Sr.)   |